# August Althaus
August Althaus (* 20. Mai 1839 in Heiligenkirchen, Fürstentum Lippe; † 24. Oktober 1919 in Berlin) war ein deutscher Gymnasiallehrer und Reichstagsabgeordneter.

## Leben
Althaus besuchte das Gymnasium Leopoldinum (Detmold). Nach dem Abitur begann er Michaelis 1858 an der Georg-August-Universität Göttingen Philologie zu studieren. Am 1. August 1859 wurde er im Corps Hildeso-Guestphalia recipiert. Zu seinen Conaktiven zählten Adolph Mayer und Gustav Augspurg. Als Inaktiver wechselte er an die Friedrich-Alexander-Universität Erlangen, die Ludwig-Maximilians-Universität München und die Friedrich-Wilhelms-Universität zu Berlin. 1866 wurde er von der Königlichen Universität zu Greifswald zum Dr. phil. promoviert. Er unterrichtete kurze Zeit am Gymnasium in Detmold und ab 1867 in Berlin, wo er Oberlehrer an der Friedrich-Werderschen Oberrealschule war. 
Ab 1886 war er Mitglied der Berliner Stadtverordnetenversammlung. Bei der Reichstagswahl 1890 wurde er (bis 1893) für den Wahlkreis Regierungsbezirk Potsdam 5 Oberbarnim und die Deutsche Freisinnige Partei in den Reichstag (Deutsches Kaiserreich) gewählt. Er engagierte sich im Ausschuss für Krankheitsbekämpfung. Er starb mit 80 Jahren.

## Veröffentlichungen
- Erörterungen über Lessings Minna von Barnhelm, 1883.
- Der zweite und dritte Aufzug von Goethes Iphigenie, 1896.